# U-19-Handball-Weltmeisterschaft der Männer
Die U-19-Handball-Weltmeisterschaft der Männer (offiziell IHF Men’s Youth World Championship) ist der offizielle Handballwettbewerb der besten Nationalmannschaften für männliche Handballspieler unter 19 Jahren. Er wird seit 2005 von der International Handball Federation (IHF) veranstaltet und findet seitdem alle zwei Jahre statt.
Der aktuelle U-19-Handballweltmeister der Männer ist Spanien. Die Mannschaft konnte 2023 im Finale in Kroatien gegen Dänemark erstmals den Titel gewinnen.

## Turniere im Überblick
| 2005 | Katar          | Serbien-Montenegro                             | 39:23                                          | Südkorea                                       | Kroatien                                       |                                                |                                                |                                                |                                                |
| 2007 | Bahrain        | Dänemark                                       | 27:26                                          | Kroatien                                       | Schweden                                       |                                                |                                                |                                                |                                                |
| 2009 | Tunesien       | Kroatien                                       | 40:35                                          | Island                                         | Schweden                                       |                                                |                                                |                                                |                                                |
| 2011 | Argentinien    | Dänemark                                       | 24:22                                          | Spanien                                        | Schweden                                       |                                                |                                                |                                                |                                                |
| 2013 | Ungarn         | Dänemark                                       | 32:26                                          | Kroatien                                       | Deutschland                                    |                                                |                                                |                                                |                                                |
| 2015 | Russland       | Frankreich                                     | 33:26                                          | Slowenien                                      | Island                                         |                                                |                                                |                                                |                                                |
| 2017 | Georgien       | Frankreich                                     | 28:25                                          | Spanien                                        | Dänemark                                       |                                                |                                                |                                                |                                                |
| 2019 | Nordmazedonien | Ägypten                                        | 32:28                                          | Deutschland                                    | Dänemark                                       |                                                |                                                |                                                |                                                |
| 2021 | Griechenland   | wegen der COVID-19-Pandemie nicht durchgeführt | wegen der COVID-19-Pandemie nicht durchgeführt | wegen der COVID-19-Pandemie nicht durchgeführt | wegen der COVID-19-Pandemie nicht durchgeführt | wegen der COVID-19-Pandemie nicht durchgeführt | wegen der COVID-19-Pandemie nicht durchgeführt | wegen der COVID-19-Pandemie nicht durchgeführt | wegen der COVID-19-Pandemie nicht durchgeführt |
| 2023 | Kroatien       | Spanien                                        | 28:23                                          | Dänemark                                       | Kroatien                                       |                                                |                                                |                                                |                                                |
| 2025 | Ägypten        | Deutschland                                    | 41:40                                          | Spanien                                        | Dänemark                                       |                                                |                                                |                                                |                                                |

## Medaillenspiegel
| Rang | Land                   | Goldmedaillen | Silbermedaillen | Bronzemedaillen | Gesamt |
| ---- | ---------------------- | ------------- | --------------- | --------------- | ------ |
| 1    | Dänemark               | 3             | 1               | 3               | 7      |
| 2    | Frankreich             | 2             | –               | –               | 2      |
| 3    | Kroatien               | 1             | 2               | 2               | 5      |
| 4    | Spanien                | 1             | 3               | –               | 4      |
| 5    | Deutschland            | 1             | 1               | 1               | 3      |
| 6    | Serbien und Montenegro | 1             | –               | –               | 1      |
|      | Ägypten                | 1             | –               | –               | 1      |
| 8    | Island                 | –             | 1               | 1               | 2      |
| 9    | Südkorea               | –             | 1               | –               | 1      |
|      | Slowenien              | –             | 1               | –               | 1      |
| 11   | Schweden               | –             | -               | 3               | 3      |